# 6-й Новоостанкинский проезд
Шесто́й Новооста́нкинский прое́зд — небольшая улица на севере Москвы, в Останкинском районе Северо-Восточного административного округа.

## История
Начиная с 1820-х годов район села Останкина стал застраиваться дачами, по выходным там проводились увеселительные мероприятия. В начале XX века поблизости от Останкина появился новый посёлок — Новое Останкино или Ново-Останкино, застроенное невысокими домами. После того, как посёлок был включён в границы Москвы, 18 января 1928 года его улицы получили имена по названию бывшего посёлка — шедшие с севера на юг именовались проездами (их было 8), с запада на восток — улицами (их было 4) и переулками (их было 3). В 1950—1960-е годы территория бывшего посёлка была застроена многоэтажными домами, в результате чего часть улиц и проездов оказалась застроена и в нумерации возникли пробелы; другие были переименованы.

## Расположение
Проезд начинается от проезда Ольминского, пересекает Звёздный бульвар и продолжается как улица Цандера. 

## Учреждения и организации
По улице не числится ни одного здания.